# بخش پرو (شهرستان مورو، اوهایو)
بخش پرو (به انگلیسی: Peru Township) یک منطقهٔ مسکونی در ایالات متحده آمریکا است که در شهرستان مورو، اوهایو واقع شده‌است.
 بخش پرو ۶۰٫۶ کیلومتر مربع مساحت و ۱٬۵۱۳ نفر جمعیت دارد و ۳۰۲ متر بالاتر از سطح دریا واقع شده‌است.